# Johann Fischart

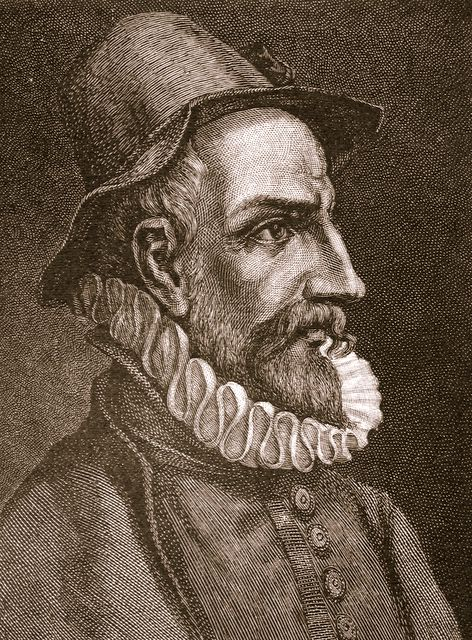
Johann Fischart

Johann Fischart, född omkring 1550, död 1591, var en tysk poet och författare.
Fischart blev juris doktor i Basel 1574, och uppehöll sig 1575-81 i Strassburg och var från 1581 amtman i Forbach. Han var Tysklands störste satiriker under reformationstiden. Fischarts stora produktion tillkom huvudsakligen under Strassburgperioden. I sina satirer, som delvis har franska och holländska förebilder gisslar Fischart de katolska munkordnarna (Von S. Dominici und S. Francisci artlichem Leben, 1571), jesuiterna (Beschreibung des vierhörnigen Hütleins, 1580) och påvedömet (Binenkorb des Heyligen römischen Imenschwarms, 1579). Fischarts främsta verk är Affentheurliche und ungeheurliche Geschichtschrift. Vom Leben... der... Helden Grandguiser, Gargantoa und Pantagruel (1575, men något avvikande titel omtryckt 1590), som delvis är en översättning av François Rabelais Den store Gargantuas förskräckliga leverne, delvis ett självständigt arbete. Fischart går här på ett liksom i övriga satirer groteskt, ursprungligt och på originella ord och vändningar utomordentligt rikt språk till storms mot riddarromanen och den förkonstlade hjältedyrkan, i vilkas ställe han vill sätta det sunda bondförnuftet. Som komiker framträder Fischart bland annat i Flöhhatz (1573), som allvarlig diktare i luthersk anda i psalmparafraser och andliga sånger. Ett mästerverk är den älskvärda dikten Das glückhafft Schiff von Zürich (1576). En del av Fischarts arbeten är utgivna av A. Hauffen i Joseph Kürschners Deutsche Nationallitteratur.